# Категория (математика)
Категория е математическа структура, която по определение включва:
А. Два класа от елементи
1. Клас от обекти X;
2. Клас от морфизми (или стрелки) {\displaystyle \phi }, понятие, което идва от комутативните диаграми, където морфизмите се означават със стрелки.
3. Четири оператора:
3.1. Оператор cod, присвояващ на всеки морфизъм {\displaystyle \phi }
обект cod {\displaystyle \phi }, кодомейн на {\displaystyle \phi },
(В някои текстове вместо означението cod се среща означението tgt – target.)
3.2. Оператор dom, присвояващ на всеки морфизъм {\displaystyle \phi }
обект dom {\displaystyle \phi }, домейн на {\displaystyle \phi }
(В някои текстове вместо означението dom се среща означението src – source.)
3.3. Оператор id, присвояващ на всеки обект X морфизъм {\displaystyle 1_{X}}, морфизъм на идентичността на X, за който dom {\displaystyle 1_{X}} = cod {\displaystyle 1_{X}} = X,
3.4. Бинарен оператор, наречен композиция, присвояващ на всяка композируема двойка {\displaystyle (\alpha }, {\displaystyle \beta )}, т.е., на всяка двойка морфизми {\displaystyle (\alpha }, {\displaystyle \beta )} с dom {\displaystyle \beta } = cod {\displaystyle \alpha }, морфизъм {\displaystyle \beta \circ \alpha } с
{\displaystyle dom\ \beta \circ \alpha =dom\ \alpha }
{\displaystyle cod\ \beta \circ \alpha =cod\ \beta }
4. Асоциативност на оператора за композиция {\displaystyle \circ }:
Ако f, g и h са морфизми,
{\displaystyle (f\circ g)\circ h=f\circ (g\circ h)}.
Това са твърдениета, които формират хипотезата на категорията {\displaystyle {\mathfrak {C}}}.
Морфизмът на идентичност {\displaystyle 1_{X}} за всеки обект X може да бъде анулиран от всяка една композиция в смисъл, че
- за всеки морфизъм {\displaystyle \phi } с dom {\displaystyle \phi } = X имаме {\displaystyle \phi \circ 1_{X}=\phi }

- за всеки морфизъм {\displaystyle \psi } с cod {\displaystyle \psi } = X имаме {\displaystyle 1_{X}\circ \psi =\psi }